# Pedro Gozalbo
Pedro E. Gozalbo Herrero (Useras, España, 9 de marzo de 1947-ib., 12 de junio de 2018) fue un empresario y político español, líder del Centro Democrático y Social en Castellón y diputado en las Cortes Valencianas durante la II Legislatura.

## Biografía
Comenzó su actividad empresarial en 1970 a través de la exportación de cerámica. En 1972 fichó por la empresa GMSA de Castellón y en 1977 por CMNS de Nules. Fue presidente del consejo de administración de las empresas SGSA de Villarreal (1982) y de MAISA de Onda (1987).
En 1977 inició su carrera política formando parte del comité provincial de Unión de Centro Democrático. En 1981, tras la dimisión de Adolfo Suárez como presidente del Gobierno y la crisis interna dentro de UCD, se produjo una escisión en el partido. Gozalbo formó parte del bloque socialdemócrata, siendo nombrado vicesecretario federal del Partido de Acción Democrática. Cuando este partido ingresó en el PSOE en 1982, Gozalbo presidió la gestora del Centro Democrático y Social de Castellón, y se convirtió en presidente provincial. Con este partido fue elegido diputado en las elecciones a las Cortes Valencianas de 1987. Desde 1987 hasta 1991 fue vicepresidente de la Comisión Permanente no legislativa de Asuntos Europeos de las Cortes Valencianas. En las elecciones de 1991 no resultó elegido.
Tras abandonar las Cortes Valencianas, participó activamente en diversos movimientos socioculturales de la provincia de Castellón. Peregrino de Useras e impulsor de la plataforma de los afectados por el incendio forestal de L´Alcalatén. Durante sus últimos años fue presidente de la Plataforma por la Justicia y contra la Corrupción de Castellón.
Falleció repentinamente mientras trabajaba por la tarde en la huerta de su casa, en Useras, su localidad natal.